# Комплекс фіксованих дій
Комплекси фіксованих дій – це видопецифічні природжені шаблони рухових актів. 
Кондрад Лоренц назвав їх «спадковими координаціями» або «ендогенними рухами» .
Зміст
1. Характеристики КФД.
2. Приклади КФД.

Комплекс фіксованих дій має такі характеристики:
1. Стереотипність - основні реакції складаються з кількох рухових актів, що утворюють жорстку, передбачувану високоорганізовану послідовність.
2. КФД – це складні комплекси рухів, що відмінні від простих рефлексів.
З. Притаманність всім представникам даного виду або всім особинам даної статі, що належать до певної вікової групи і знаходяться  у певному фізіологічному стані.
4. Виникнення під впливом простих, але високоспецифічних стимулів.
5. „Самовиснажливість”  – оскільки здійснення КФД веде до того, що його з кожним разом важче викликати.
6. У КФД зовнішні подразники необхідні лише як «пускові» стимули, тобто, якщо їх викликати хоча б одноразово, вони продовжуються незалежно від зовнішніх стимулів.
7. Незалежність від минулого досвіду, оскільки цей складний комплекс поведінкових реакцій виконується повністю з першого разу.
Приклади КФД:
•	реакція „роззявленого дзьоба” у пташенят гніздових птахів при появі одного з батьків, 
•	викидання язика у жаб при полюванні на комах, 
•	різні фори  шлюбної і агресивної поведінки у птахів та ссавців, 
•	реакція закочування яйця у сірого гусака.
Використана  література:
1.	Етологія (основи поведінки тварин) : Підруч. для студ. ВНЗ / О. В. Севериновська, О. Є. Пахомов, В. К. Рибальченко. – Д. : Вид-во ДНУ, 2010. – 292 c.
2.	Чайченко Г. М. Зоопсихологія та порівняльна психологія/ Г. М. Чайченко.— К., 1992. – 147с.
1. ↑  Севериновська. Етологія (PDF). Архів оригіналу (PDF) за 2 Серпня 2019.
2. ↑  Чайченко. [www.dlearn.pu.if.ua/data/users/.../Zoops_Chaychenko Зоопсихологія та порівняльна психологія]. {{cite web}}:  Перевірте схему |url= (довідка)